# Khir

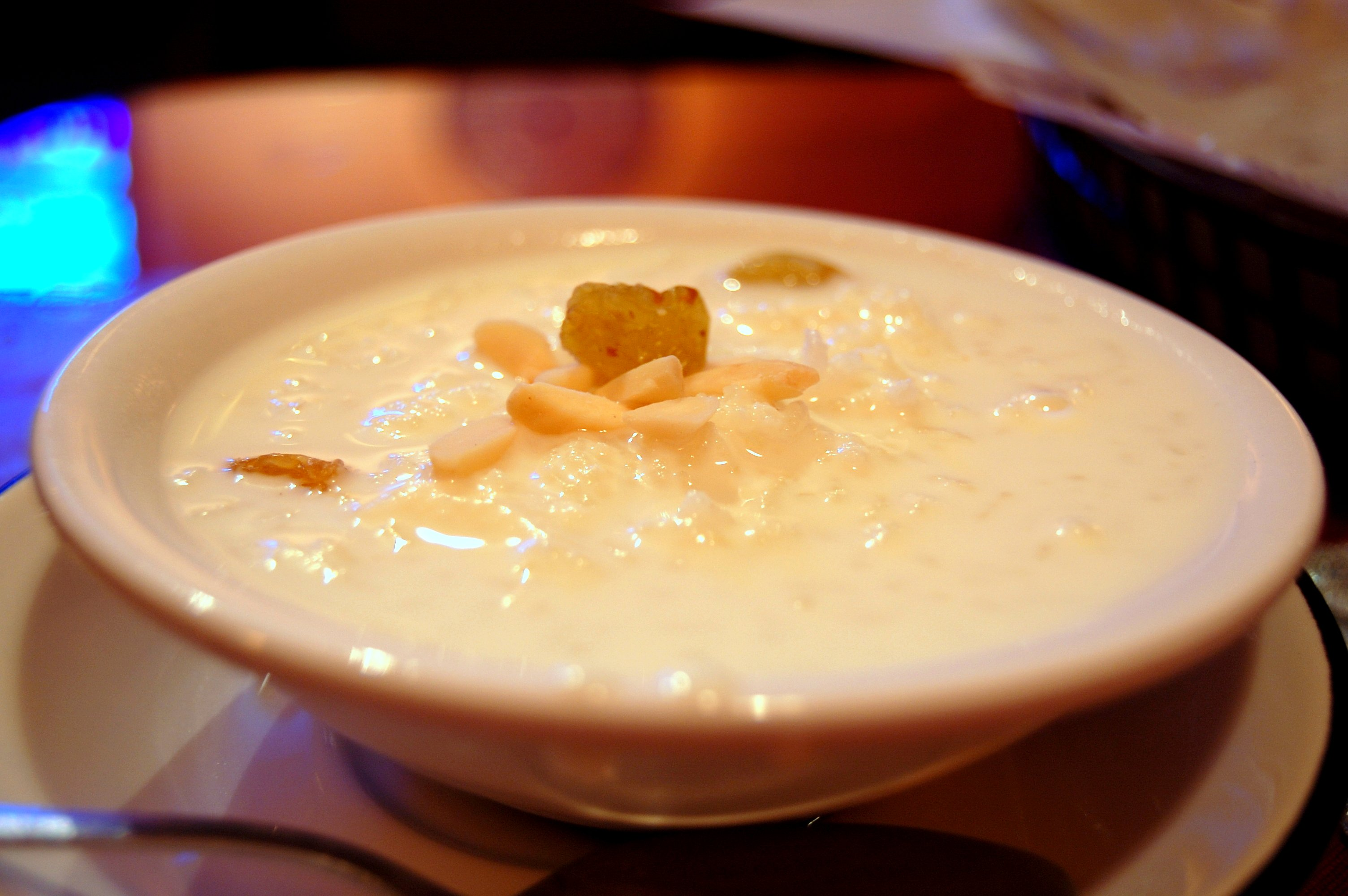
Khir

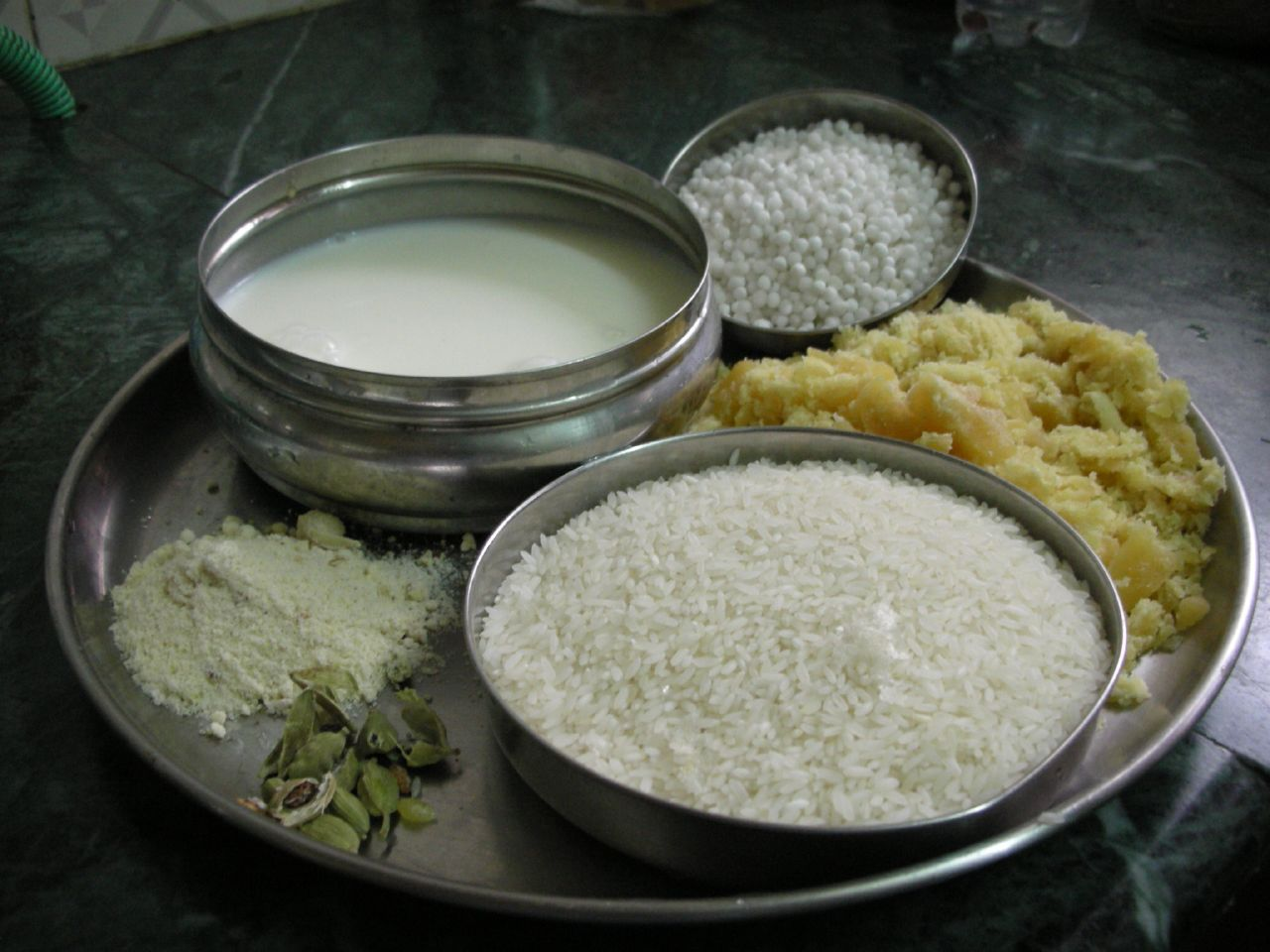
Składniki khiru

Khir – (z sanskrytu: क्षीर trl. kszira „mleko”; hindi: खीर khir, na południu Indii zwana pajasam; kannada: ಪಾಯಸ; malajalam: പായസം; telugu: పాయసం [paːjasam], również z sanskrytu) – indyjska potrawa na bazie ryżu i mleka, znana również u indyjskich muzułmanów. Na obszarach nadmorskich często zastępuje się mleko mleczkiem kokosowym. 